# エクリプス日高
エクリプス日高株式会社（エクリプスひだか）は北海道日高郡新ひだか町に本社を置く、投資事業を主とする企業。

## 概要
2013年設立。2014年、自己破産した静内ウエリントンホテル（新ひだか町）の再建に参加し、ホテル名を「静内エクリプスホテル」と改めた上で運営を行う。2015年には静岡県の中小私鉄・大井川鐵道の経営再建に参画した。

## グループ会社
- 静内エクリプスホテル - 2019年4月、当社ホテル事業を分割譲受[1]
- 大井川鐵道 - 2015年出資、2017年より完全子会社
- 天神屋 - 2017年より子会社[3]
- さすぼし蒲鉾 - 2018年に民事再生を申請した際、スポンサーとなる[4]